# Krantz Computer
Krantz-Computer war ein Elektronik-Unternehmen mit Sitz in Aachen, das 1968 vom Aachener Familienunternehmen Krantz Anlagenbau gegründet worden war und sich mit der Entwicklung und dem Bau von Minicomputern beschäftigte. Später kam vermehrt die Software-Entwicklung hinzu, so dass sich das Unternehmen auch als Systemhaus einen Namen machte. Am 26. November 1976 wurde das Unternehmen von Varian Data Machines, einer Abteilung der Elektronikfirma Varian Associates, als 100%ige Tochter übernommen. Weniger als ein Jahr später wurde Varian Data Machines von Sperry Univac aufgekauft. Damit gelangte auch das Aachener Systemhaus zu Sperry, Ende 1981 dann zum Stuttgarter Systemhaus Ikoss GmbH Software Service (unter Peter Beyer) und Ende 1998 zu Atos.

## Geschichte
Das Mutterunternehmen Krantz Anlagenbau war bereits seit der zweiten Hälfte des 19. Jahrhunderts als Produzent von Textilmaschinen und später von Klima- und Wärmeversorgungsanlagen in Aachen tätig. Im Boom der aufkommenden Computerentwicklung in den 1960er Jahren wollte sich die Unternehmensleitung auch dieser Neuerung stellen und gründete 1968 gemeinsam mit Walter Ameling und Egon Wiethoff zuerst die Firma „Krantz Elektronik“, die um 1970 wegen Namensstreitigkeiten in „Krantz Computer“ umbenannt wurde. Als „Krantz Computer GmbH & Co. KG“ blieb das Elektronik-Unternehmen weiterhin bei der Mutterfirma und spezialisierte sich auf die Herstellung von Hardware sowohl für technisch-wissenschaftliche als auch kommerzielle Anwendungen. Der Schwerpunkt lag dabei auf der Fertigung, wobei durch die Konzentration auf elektrische, Umwelt- und Softwaretests sowie Endmontage mit relativ wenig Personal ein hoher Umsatz erreicht werden konnte. 
In den nächsten acht Jahren produzierte Krantz Computer mehr als 330 Installationen für das grafische Gewerbe, die Verkehrstechnik, Betriebsdatenerfassung, Gebäudetechnik und Prozesssteuerung. 1976 machte Krantz Computer mit seinen 120 Mitarbeitern mehr als 10 Millionen DM Umsatz. Aber hohe Entwicklungskosten, die trotz Unterstützung aus dem Bundesministerium für Forschung und Technologie zeitweise bis zu 30 % des Gesamtumsatzes betrugen, führten 1976 dazu, dass das Unternehmen von Varian Data Machines mit all seinen Mitarbeitern und allen Rechten und Pflichten übernommen wurde.
Hardware-Entwicklung und -Produktion wurden heruntergefahren, stattdessen konzentrierte man sich auf das Projektgeschäft und die kundenspezifische Software-Entwicklung. Als Minicomputer wurde ab sofort Varians V77 eingesetzt. Schon 1977, ein Dreivierteljahr nach der Übernahme, wurde Varian Data Machines seinerseits von Sperry Univac aufgekauft, so dass auch das Aachener Systemhaus zu Sperry gelangte. Die Eigenständigkeit blieb weitgehend erhalten, auch die V77 wurde, nun als Univac V77, weiterhin eingesetzt. 1981 übernahm das Stuttgarter Softwarehaus IKO Software Service GmbH (IKOSS) das Aachener Systemhaus mit damals ca. 60 Mitarbeitern. Das Projektgeschäft spezialisierte sich fortan auf Fertigungssteuerung und Bankensoftware, als Basisrechner diente zumeist IBMs Series/1. Die Mitarbeiterzahl stieg, weswegen man 1988 in ein neues Gebäude in Oberforstbach zog. Nach diversen Beteiligungen hat 1998 schließlich der französische Atos-Konzern das Unternehmen, das aus Krantz Computer hervorgegangen war, komplett übernommen.

## Produkte (Auswahl)
Die Produktpalette umfasste schwerpunktmäßig Minicomputer der Marke Mulby für den Direktvertrieb und den Projekteinsatz. Erstes Modell war der Mulby M, ein 8-Bit-Rechner, der mit dieser Begrenzung nur bedingt arithmetische Operationen ausführen konnte, aber besonders schnell war in der Verarbeitung von Zeichen und damit bestens geeignet für die Text- und Datenfernverarbeitung. Der Schweizer Telekommunikations-Gerätehersteller Autophon nutzte Mulby-M-Computer für die Ansteuerung großer Anzeigetafeln auf Flughäfen wie dem Flughafen Frankfurt Main, auf Bahnhöfen und Aktienmärkten. Diese Informations-Display-Systeme waren über viele Jahre im Einsatz, auch als sie technologisch längst überholt waren. Ca. 20 Mulby-M-Systeme gingen an die Firma Schlafhorst in Mönchengladbach zur Produktionsüberwachung.

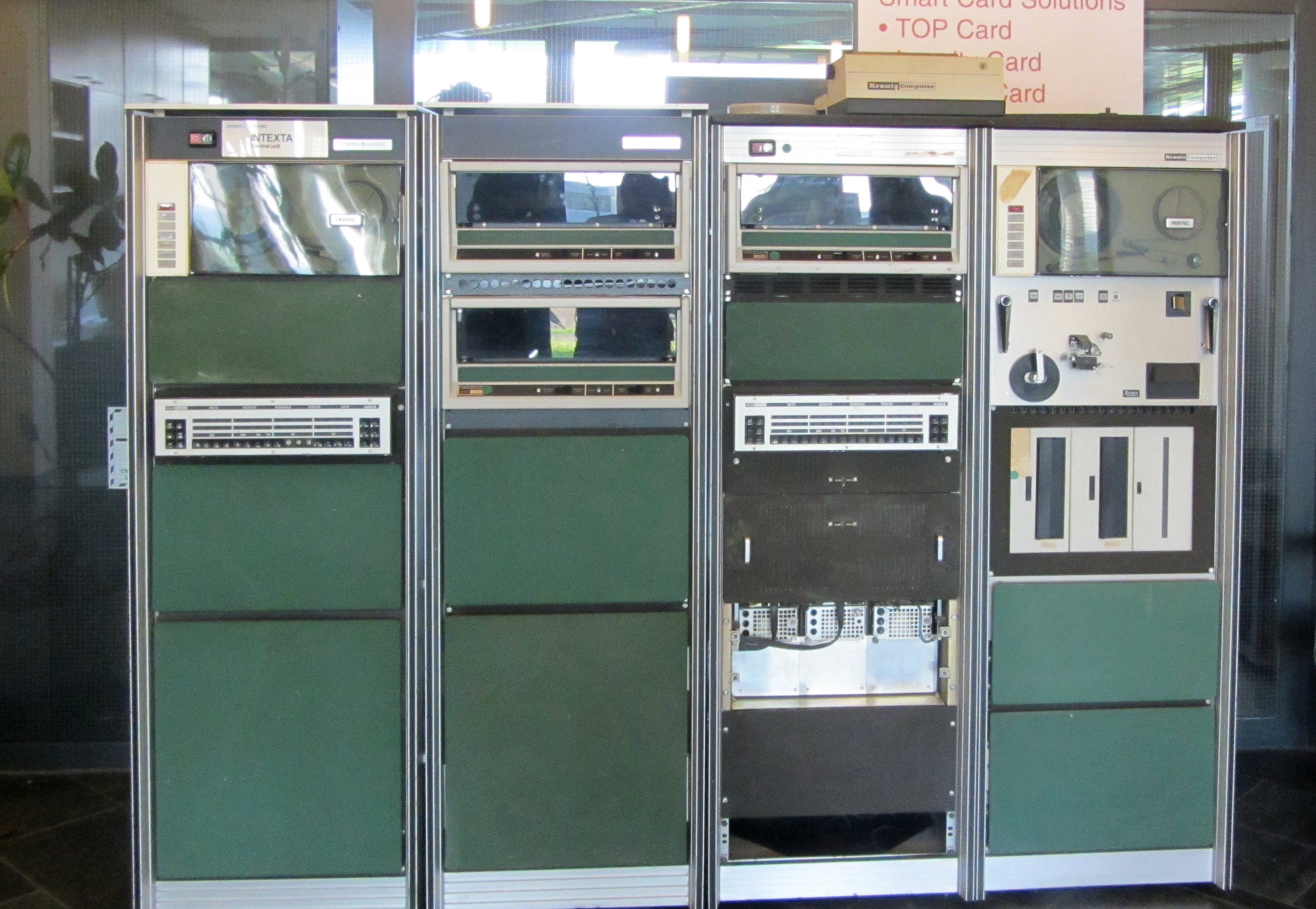
Links ein Mulby 3 für die Setzmaschinen-Steuerung („Intexta“), mit Bandlaufwerk und zwei Fest-/Wechselplatten-Laufwerken, rechts ein Mulby 3 mit Fest-/Wechselplattenlaufwerk, Bandlaufwerk, Lochstreifenleser und 8"-Diskettenlaufwerk

1974 brachte Krantz Computer den Mulby 3 auf den Markt, der je nach Ausstattung die Modellbezeichnungen 3/10, 3/20 oder 3/35 erhielt. Diese Weiterentwicklung des eigenen Minicomputers sollte eine „Deutsche Alternative zur Amerikanischen Herausforderung“ sein (Werbespruch von 1974). Der Mulby 3 war ein 16-Bit-Rechner mit bis zu 64 Kilobytes Hauptspeicher, der zunächst wie beim Mulby M als Kernspeicher ausgeprägt war, nach und nach aber durch Halbleiterspeicher ersetzt wurde. Neu war, dass im Prinzip keine Register mehr verwendet wurden, Rechenoperationen vielmehr direkt im Speicher ausgeführt werden konnten. Dies führte zusammen mit dem vom Betriebssystem Muldos bereitgestellten Makro-Assembler zu einer sehr effektiven Nutzung der Rechen- und Speicherkapazitäten und erlaubte somit die Übernahme komplexer Aufgabenstellungen. Als Beispiele sind das erste rechnergesteuerte Betriebsleitsystem (RBL) bei der Üstra in Hannover (1975), die U-Stadtbahn-Steuerung in Essen (1976) oder die Setzmaschinen-Ansteuerungen bei Gruner + Jahr (1975) und der Wiener Kronenzeitung (1976) zu nennen. Ein weiterer Mulby 3 wurde Mitte der 1970er Jahre nach Toljatti in der damaligen Sowjetunion geliefert und im dortigen Lada-Werk eingesetzt.
Eine echte Besonderheit der Mulby-Rechner war, dass als Operator- und Ausgabeeinheit bis zu vier Monitore angeschlossen werden konnten, die ihre Daten (24 Zeilen mit je 64 Zeichen) über einen Videokanal direkt aus dem Speicher auslasen. Anstelle der damals üblichen zeilenweisen Ein-/Ausgabe war damit eine freie und schnelle Adressierung innerhalb der gesamten Bildfläche möglich. Das Muldos-Betriebssystem erlaubte zudem den Anschluss zahlreicher Peripheriegeräte wie Tastatur, Drucker, Magnetband, Lochstreifen-Leser und erstmals auch Plattenspeicher mit einer Kapazität von 5 Megabytes (MB), wahlweise auch 50 MB.
Ein Mulby-3-Rechner und auch ein Mulby-M-Rechner befinden sich heute im Bestand des Computer History Museum in Mountain View im Santa Clara County
Nach der Übernahme durch Varian stellte Krantz bei der Hannover-Messe 1977 auf einem gemeinsamen Stand die neu übernommenen Computersysteme mit speziellen Anwendersoftwarepaketen vor, darunter die V77 mit dem Datenbanksystem Total und die V77-200 für kommerzielle Zwecke mit einem RPG II-Programm für die Finanzbuchhaltung.